# 2. ŽNL Krapinsko-zagorska 2021./22.
2. ŽNL Krapinsko-zagorska u sezoni 2021./22. predstavlja drugi stupanj županijske lige u Krapinsko-zagorskoj županiji, te ligu šestog stupnja hrvatskog nogometnog prvenstva. 
 
Sudjelovalo je devet klubova, a prvak lige je postao klub "Đalski" iz Gubaševa. 

## Sustav natjecanja
Devet klubova je igralo dvokružnu ligu (18 kola, 16 utakmica po klubu). Po završetku 18. kola su prve četiri momčadi igrale tzv "ligu za prvaka" (dvokružno, šest kola), s uključenim svim rezultatima iz ligaškog dijela. 

## Sudionici
- Desinić
- Đalski Gubaševo
- Milengrad 2005 Budinščina
- Mladost Belec
- Radoboj
- Sloga Konjščina
- Toplice (Krapinske Toplice)
- Vatrogasac Brezova
- Zagorec Veliko Trgovišće

## Prvi dio

### Ljestvica
| mj. | klub                        | ut. | pob | ner | por | gol+ | gol- | bod | bod- |                |
| --- | --------------------------- | --- | --- | --- | --- | ---- | ---- | --- | ---- | -------------- |
| 1.  | Đalski Gubaševo             | 16  | 10  | 1   | 5   | 37   | 22   | 31  |      | Liga za prvaka |
| 2.  | Zagorec Veliko Trgovišće    | 16  | 9   | 4   | 3   | 29   | 17   | 31  |      | Liga za prvaka |
| 3.  | Sloga Konjščina             | 16  | 9   | 2   | 5   | 36   | 23   | 29  |      | Liga za prvaka |
| 4.  | Vatrogasac Brezova          | 16  | 8   | 4   | 4   | 28   | 26   | 28  |      | Liga za prvaka |
| 5.  | Mladost Belec               | 16  | 8   | 3   | 5   | 41   | 24   | 27  |      |                |
| 6.  | Toplice (Krapinske Toplice) | 16  | 5   | 2   | 9   | 19   | 32   | 17  |      |                |
| 7.  | Milengrad 2005 Budinščina   | 16  | 3   | 4   | 9   | 20   | 39   | 13  |      |                |
| 8.  | Desinić                     | 16  | 3   | 3   | 10  | 21   | 40   | 12  |      |                |
| 9.  | Radoboj                     | 16  | 4   | 3   | 9   | 22   | 30   | 9   | -6   |                |

### Rezultatska križaljka
| kratica | klub                        | DES | ĐAL | MIL | MLA | RAD | SLO | TOP | VAT | ZAG |
| --- | --------------------------- | --- | --- | --- | --- | --- | --- | --- | --- | --- |
| DES | Desinić                     |     | 1:5 | 4:1 | 1:3 | 0:4 | 1:0 | 1:0 | 1:2 | 1:2 |
| ĐAL | Đalski Gubaševo             | 5:1 |     | 6:3 | 0:5 | 1:2 | 2:4 | 2:0 | 5:1 | 2:0 |
| MIL | Milengrad 2005 Budinščina   | 3:2 | 1:1 |     | 2:2 | 2:2 | 0:3 | 2:1 | 2:2 | 1:3 |
| MLA | Mladost Belec               | 3:2 | 1:2 | 4:0 |     | 2:1 | 3:1 | 6:1 | 5:2 | 1:2 |
| RAD | Radoboj                     | 4:0 | 0:1 | 1:2 | 2:2 |     | 1:7 | 2:0 | 1:1 | 0:3 |
| SLO | Sloga Konjščina             | 3:1 | 0:3 | 2:0 | 2:1 | 3:1 |     | 4:1 | 1:0 | 3:3 |
| TOP | Toplice (Krapinske Toplice) | 2:2 | 1:2 | 1:0 | 2:1 | 2:0 | 2:0 |     | 1:1 | 4:3 |
| VAT | Vatrogasac Brezova          | 2:2 | 1:0 | 4:1 | 3:1 | 2:1 | 3:2 | 2:1 |     | 0:1 |
| ZAG | Zagorec Veliko Trgovišće    | 1:1 | 1:0 | 1:0 | 1:1 | 2:0 | 1:1 | 4:0 | 1:2 |     |
| |                             |     |     |     |     |     |     |     |     |     |
| podebljan rezultat - utakmice od 1. do 9. kola (1. utakmica između klubova) rezultat normalne debljine - utakmice od 10. do 18. kola (2. utakmica između klubova) rezultat nakošen - nije vidljiv redoslijed odigravanja međusobnih utakmica iz dostupnih izvora rezultat nakošen i smanjen * - iz dostupnih izvora nije uočljiv domaćin susreta prekrižen rezultat - poništena ili brisana utakmica p - utakmica prekinuta 3:0 p.f. / 0:3 p.f. - rezultat 3:0 bez borbe |                             |     |     |     |     |     |     |     |     |     |

 Izvori: 

## Liga za prvaka
Također kao i "Doigravanje za prvaka"

### Ljestvica
| mj. | klub                     | ukupno ostvareno u 2. ŽNL | ukupno ostvareno u 2. ŽNL | ukupno ostvareno u 2. ŽNL | ukupno ostvareno u 2. ŽNL | ukupno ostvareno u 2. ŽNL | ukupno ostvareno u 2. ŽNL | ukupno ostvareno u 2. ŽNL |      | ostvareno u Ligi za prvaka | ostvareno u Ligi za prvaka | ostvareno u Ligi za prvaka | ostvareno u Ligi za prvaka | ostvareno u Ligi za prvaka | ostvareno u Ligi za prvaka |
| mj. | klub                     | !ut.                      | pob                       | ner                       | por                       | gol+                      | gol-                      | bod                       | !ut. | pob                        | ner                        | por                        | gol+                       | gol-                       |                            |
| --- | ------------------------ | ------------------------- | ------------------------- | ------------------------- | ------------------------- | ------------------------- | ------------------------- | ------------------------- | ---- | -------------------------- | -------------------------- | -------------------------- | -------------------------- | -------------------------- | -------------------------- |
| 1.  | Đalski Gubaševo          | 22                        | 14                        | 1                         | 7                         | 51                        | 34                        | 43                        | 6    | 4                          | 0                          | 2                          | 14                         | 12                         |                            |
| 2.  | Zagorec Veliko Trgovišće | 22                        | 12                        | 6                         | 4                         | 44                        | 27                        | 42                        | 6    | 3                          | 2                          | 1                          | 15                         | 10                         |                            |
| 3.  | Vatrogasac Brezova       | 22                        | 10                        | 5                         | 7                         | 42                        | 40                        | 35                        | 6    | 2                          | 1                          | 3                          | 14                         | 14                         |                            |
| 4.  | Sloga Konjščina          | 22                        | 9                         | 5                         | 8                         | 47                        | 41                        | 32                        | 6    | 0                          | 3                          | 3                          | 11                         | 18                         |                            |

### Rezultatska križaljka
| kratica | klub                     | ĐAL | SLO | VAT | ZAG |
| --- | ------------------------ | --- | --- | --- | --- |
| ĐAL | Đalski Gubaševo          |     | 3:0 | 1:4 | 0:4 |
| SLO | Sloga Konjščina          | 1:4 |     | 4:4 | 4:4 |
| VAT | Vatrogasac Brezova       | 2:3 | 2:1 |     | 1:2 |
| ZAG | Zagorec Veliko Trgovišće | 1:3 | 1:1 | 3:1 |     |
| |                          |     |     |     |     |
| podebljan rezultat - utakmice od 1. do 3. kola (1. utakmica između klubova) rezultat normalne debljine - utakmice od 4. do 6. kola (2. utakmica između klubova) rezultat nakošen - nije vidljiv redoslijed odigravanja međusobnih utakmica iz dostupnih izvora rezultat nakošen i smanjen * - iz dostupnih izvora nije uočljiv domaćin susreta prekrižen rezultat - poništena ili brisana utakmica p - utakmica prekinuta 3:0 p.f. / 0:3 p.f. - rezultat 3:0 bez borbe |                          |     |     |     |     |

 Izvori: 